# Kink
Na sexualidade humana, kink ou perversidade é o uso de práticas, conceitos ou fantasias sexuais não convencionais, desviantes ou peculiares. O termo deriva da ideia de uma "curvatura" (bend, cf. um "kink") no comportamento sexual de alguém, para contrastar esse comportamento com os costumes e as tendências sexuais "regulares" ou "baunilhas". É, portanto, um termo coloquial para comportamento sexual não normativo. O termo "kink" foi reivindicado por alguns que praticam o fetichismo sexual como um termo ou sinônimo de suas práticas, indicando uma variedade de práticas sexuais e sexualistas (ou sexualísticas), de brincalhona (ou lúdica) a objetificação sexual e certas parafilias. No século XXI o termo "kink" ou "kinkiness", junto com expressões como BDSM, leather e fetiche, tornou-se mais comummente usado do que o termo parafilia. Algumas universidades também apresentam organizações estudantis focadas em kink, dentro do contexto de pautas LGBTI mais amplas. A psicóloga Margie Nichols descreve o kink como uma das "variações que compõem o 'Q' no LGBTQ".
As práticas sexuais de kink vão além do que são consideradas práticas sexuais convencionais como um meio de aumentar a intimidade entre parceiros sexuais. Alguns fazem uma distinção entre kink e fetichismo, definindo o primeiro como aprimorando a intimidade do parceiro e o segundo como substituindo-o. Por causa de sua relação com os limites sexuais conformistas, que variam em função do tempo e do local, a definição do que é e do que não é torção varia também. Ao contrário do que se pensa, assexuais também podem vivenciar, experimentar e experienciar kinks, tais kinks não são inerentemente sexuais, ou seja, não se foca somente no ato sexual.